# 奥祖尔
奥祖尔（法語：Ozourt，法語發音：[ozuʁ]）是法国朗德省的一个市镇，属于达克斯区。

## 地理
奥祖尔（43°39'49"N, 0°52'34"W）面积3.97 平方千米，位于法国新阿基坦大区朗德省，该省份为法国西南部沿海省份，是法國本土面积第二大的省，北起吉倫特省，西临大西洋，南至大西洋比利牛斯省，东临热尔省，东北与洛特-加龍省接壤。
与奥祖尔接壤的市镇（或旧市镇、城区）包括：卡斯泰尔诺沙洛斯、克莱蒙、加雷、波马雷兹、波亚尔坦。

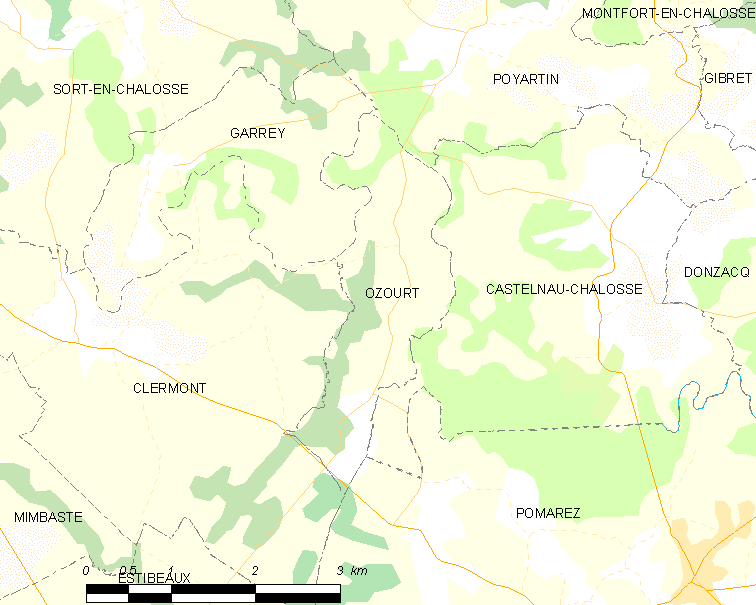
奥祖尔的OSM定位图

奥祖尔的时区为UTC+01:00、UTC+02:00（夏令时）。

## 行政
奥祖尔的邮政编码为40380，INSEE市镇编码为40216。

## 政治
奥祖尔所属的省级选区为沙洛斯山坡县。

## 人口

1962-2008年间奥祖尔人口变化图示

奥祖尔于2022年1月1日时的人口数量为198人。